# Та Неа
Ta Неа ( грчки Τα Νέα, у преводу: Вести ) су дневне новине које излазе у Атини . Биле су једне од најтиражнијих новина у Грчкој током 20. века, али са дигитализацијом и економском кризом њихов тираж и утицај је постепено опадао.
Лист излази од 28. маја 1931. године под насловом Αθηναϊκά Νέα (Атинаика Неа, Атинске новости). Након окупације Грчке, новине су промениле име у једноставни и данас познатији назив "Та Неа".
Та Неа су деценијама најпродаваније грчке новине, иако су интернет и финансијска криза у свету и у Грчкој утицали негативно на њихов тираж. Тираж је достигао врхунац од око 200.000 примерака током деведесетих година, док је током Светске економске кризе 2008. године тираж опао за више од 50 одсто.
Лист је традиционално наклоњен левом центру, а током 1980-их и 1990-их су снажно подржавале Панхеленски социјалистички покрет (ПАСОК). Од промене власништва 2017. усвојили су више центристичке и десничарске ставове. Неки од његових истакнутих колумниста су Јоанис Претендерис, Павлос Цимас и Ставрос Теодоракис .